# VIA envy

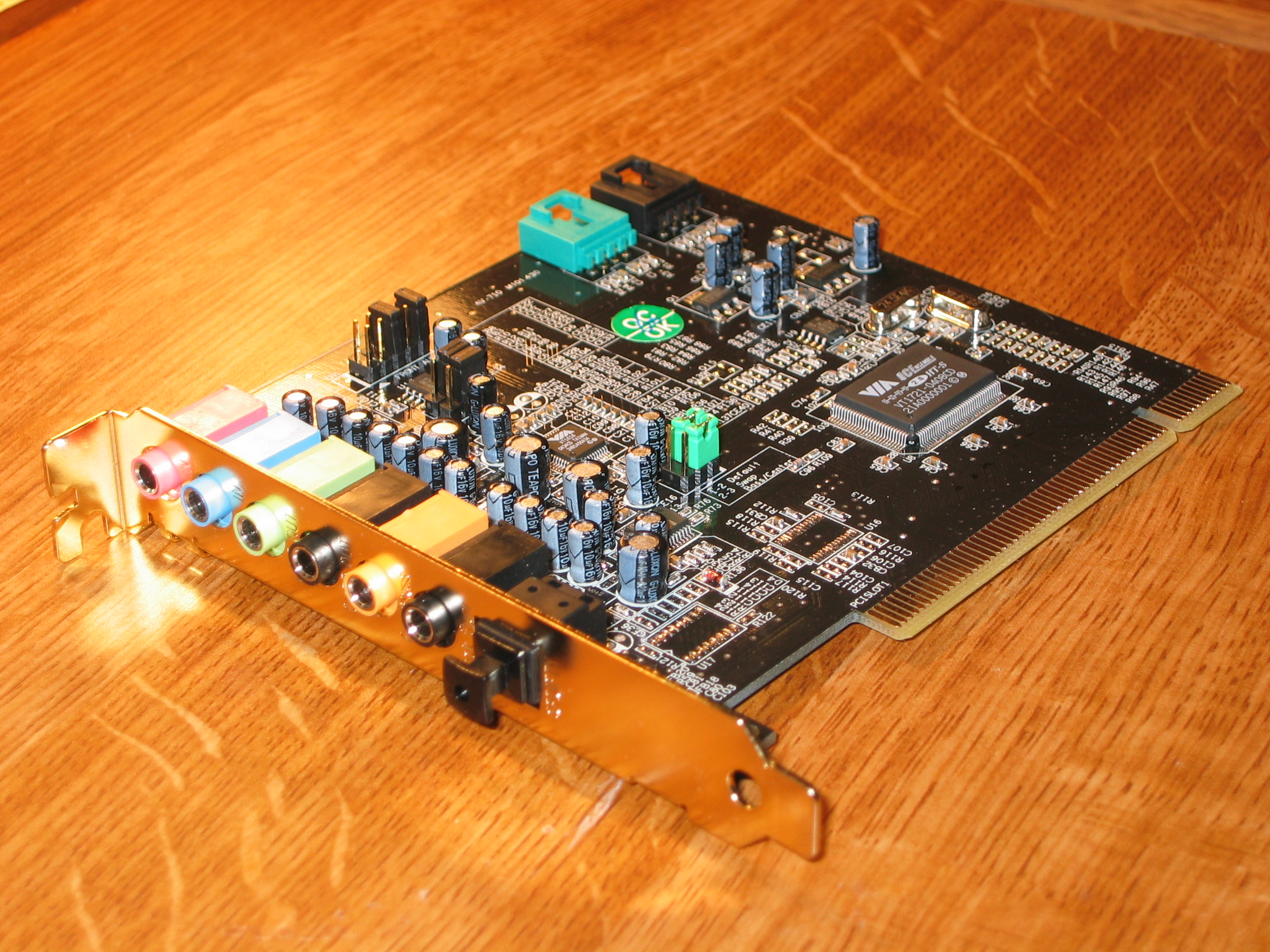
使用VIA Envy24 HT-S芯片的声卡

VIA Envy24是威盛電子研發的一个支援24-bit音效的音效晶片。它除了以声效卡的姿態出現外，還有一定數量的主機板安裝了這塊晶片。
Envy24晶片原先由IC Ensemble Inc.（1997年成立）研發，其後於2000年被威盛收購。
Envy系列总共有五款控制器。諷刺的是，自從SoundStorm不再成為音效解決辦法，VIA Envy便成為其中一个nForce晶片主機板合成音效解決辦法，另外一款由瑞昱半導體（Realtek）提供。
除了Envy24音效晶片，其餘Envy晶片均不支援硬體3D HRTF音效定位，所以CPU佔用率會比較高。威盛亦傾向不會為未來的Envy音效晶片追加相應的硬體支援，原因是這會增加製作成本。

## 規格
- 支援24-bit音效分辨率
- 取樣比率：192 kHz (Envy24HT/PT) / 96 kHz (Envy24)
- 同時支援最多8个音效輸出和4个音效輸入
- 支援5.1、6.1和7.1声道立體声
- 36-bit硬體混音器（只限Envy24）
- DirectSound硬體加速（只限Envy24）

## 外部連結
- VIA: Vinyl Envy24PT PCI 音效控制器
- VIA Envy 24 驅動 （页面存档备份，存于）
- M-Audio's Revolution 7.1 音效卡
- M-Audio Revolution 7.1